# Temporada 2020 de MotoGP
La temporada 2020 de MotoGP fue la 72.ª edición de la categoría principal del Campeonato del Mundo de Motociclismo. Estaba previsto que comenzase el 8 de marzo en Lusail (Catar) y terminase el 15 de noviembre en Valencia (España), pero la pandemia del coronavirus provocó su aplazamiento.
El 26 de abril de 2020, durante una entrevista en el canal británico BT Sport, el CEO de Dorna Carmelo Ezpeleta anunció que estaban planeando disputar el Campeonato entre julio y noviembre en Europa y a puerta cerrada, dejando la puerta abierta a correr en Asia y América a final de temporada según la evolución de la pandemia.
El 7 de mayo de 2020 se anunció un acuerdo entre Dorna, la Junta de Andalucía y el Ayuntamiento de Jerez, supeditado a la aprobación por parte del Gobierno de España, para la celebración de dos grandes premios en el Circuito de Jerez el 19 y 26 de julio que supondrían el inicio de la temporada en la categoría de MotoGP.
El 11 de junio de 2020 con la publicación del calendario definitivo se confirmó que la temporada comenzaría el 19 de julio en Jerez de la Frontera (España) y el 10 de agosto, con la incorporación del Gran Premio de Portugal, que terminará el 22 de noviembre en Portimão, Portugal, después de que se cancelasen todos los Grandes Premios que iban a disputarse fuera del continente europeo.
El español Marc Márquez no pudo defender su título de campeón del mundo conseguido en 2019 debido a la lesión que se produjo en el Gran Premio de España y su recaída posterior en una temporada en la que hacen su debut en la categoría los actuales campeón y subcampeón del mundo de Moto2, Álex Márquez y Brad Binder.

## Calendario

### Calendario provisional
El 28 de agosto de 2019, la FIM hizo pública la propuesta de calendario para 2020, en el que, por primera vez en la historia, se rompía la barrera de los 20 Grandes Premios.
| Ronda                                                | Gran Premio                                         | Circuito                                                | Fecha            | Estado    |
| ---------------------------------------------------- | --------------------------------------------------- | ------------------------------------------------------- | ---------------- | --------- |
| 1                                                    | Gran Premio de Catar                                | Circuito Internacional de Losail, Lusail                | 8 de marzo       | Cancelado |
| 2                                                    | Gran Premio de Tailandia                            | Circuito Internacional de Chang, Buriram                | 22 de marzo      | Cancelado |
| 3                                                    | Gran Premio de las Américas                         | Circuito de las Américas, Austin, Texas                 | 5 de abril       | Cancelado |
| 4                                                    | Gran Premio de la República Argentina               | Autódromo Termas de Río Hondo, Santiago del Estero      | 19 de abril      | Cancelado |
| 5                                                    | Gran Premio de España                               | Circuito de Jerez, Jerez de la Frontera                 | 3 de mayo        | Aplazado  |
| 6                                                    | Gran Premio de Francia                              | Circuito de Bugatti, Le Mans                            | 17 de mayo       | Aplazado  |
| 7                                                    | Gran Premio de Italia                               | Autódromo Internacional del Mugello, Scarperia          | 31 de mayo       | Cancelado |
| 8                                                    | Gran Premio de Cataluña                             | Circuito de Barcelona-Cataluña, Montmeló                | 7 de junio       | Aplazado  |
| 9                                                    | Gran Premio de Alemania                             | Sachsenring, Hohenstein-Ernstthal                       | 21 de junio      | Cancelado |
| 10                                                   | TT Assen                                            | Circuito de Assen, Assen                                | 28 de junio      | Cancelado |
| 11                                                   | Gran Premio de Finlandia                            | Kymi Ring, Kymenlaakso                                  | 12 de julio      | Cancelado |
| 12                                                   | Gran Premio de la República Checa                   | Autódromo de Brno, Brno                                 | 9 de agosto      |           |
| 13                                                   | Gran Premio de Austria                              | Red Bull Ring, Spielberg                                | 16 de agosto     |           |
| 14                                                   | Gran Premio de Gran Bretaña                         | Circuito de Silverstone, Silverstone                    | 30 de agosto     | Cancelado |
| 15                                                   | Gran Premio de San Marino y de la Riviera de Rimini | Misano World Circuit Marco Simoncelli, Misano Adriatico | 13 de septiembre |           |
| 16                                                   | Gran Premio de Aragón                               | MotorLand Aragón, Alcañiz                               | 4 de octubre     | Aplazado  |
| 17                                                   | Gran Premio de Japón                                | Twin Ring Motegi, Motegi                                | 18 de octubre    | Cancelado |
| 18                                                   | Gran Premio de Australia                            | Circuito de Phillip Island, Phillip Island              | 25 de octubre    | Cancelado |
| 19                                                   | Gran Premio de Malasia                              | Circuito Internacional de Sepang, Selangor              | 1 de noviembre   | Cancelado |
| 20                                                   | Gran Premio de la Comunidad Valenciana              | Circuito Ricardo Tormo, Valencia                        | 15 de noviembre  |           |
| Notas: Actualizado a 31 de julio de 2020 1. 2. 3. 4. |                                                     |                                                         |                  |           |

#### Cambios en el calendario
- Se amplia el calendario a 20 Grandes Premios.
- El Gran Premio de Tailandia pasa a ser la segunda cita del Campeonato, después de celebrarse a principios de octubre los dos últimos años.
- Los Grandes Premios de las Américas y Argentina cambian de orden respecto a las últimas cuatro temporadas.
- El Gran Premio de Alemania pasa a celebrarse antes que el de los Países Bajos, para seguir con la tradición de disputar Assen el último fin de semana de junio.
- El Gran Premio de Finlandia hace su primera aparición desde 1982 en el nuevo circuito Kymi Ring.

### Calendario definitivo
Dada la situación global provocada por la pandemia del coronavirus, el calendario se ha visto afectado de manera notable.
| Ronda                                        | Gran Premio                                         | Circuito                                                | Fecha            |
| -------------------------------------------- | --------------------------------------------------- | ------------------------------------------------------- | ---------------- |
| 1                                            | Gran Premio de Catar                                | Circuito Internacional de Losail, Lusail                | 8 de marzo       |
| 2                                            | Gran Premio de España                               | Circuito de Jerez, Jerez de la Frontera                 | 19 de julio      |
| 3                                            | Gran Premio de Andalucía                            | Circuito de Jerez, Jerez de la Frontera                 | 26 de julio      |
| 4                                            | Gran Premio de la República Checa                   | Autódromo de Brno, Brno                                 | 9 de agosto      |
| 5                                            | Gran Premio de Austria                              | Red Bull Ring, Spielberg                                | 16 de agosto     |
| 6                                            | Gran Premio de Estiria                              | Red Bull Ring, Spielberg                                | 23 de agosto     |
| 7                                            | Gran Premio de San Marino y de la Riviera de Rimini | Misano World Circuit Marco Simoncelli, Misano Adriatico | 13 de septiembre |
| 8                                            | Gran Premio de Emilia Romagna                       | Misano World Circuit Marco Simoncelli, Misano Adriatico | 20 de septiembre |
| 9                                            | Gran Premio de Cataluña                             | Circuito de Barcelona-Cataluña, Montmeló                | 27 de septiembre |
| 10                                           | Gran Premio de Francia                              | Circuito de Bugatti, Le Mans                            | 11 de octubre    |
| 11                                           | Gran Premio de Aragón                               | MotorLand Aragón, Alcañiz                               | 18 de octubre    |
| 12                                           | Gran Premio de Teruel                               | MotorLand Aragón, Alcañiz                               | 25 de octubre    |
| 13                                           | Gran Premio de Europa                               | Circuito Ricardo Tormo, Valencia                        | 8 de noviembre   |
| 14                                           | Gran Premio de la Comunidad Valenciana              | Circuito Ricardo Tormo, Valencia                        | 15 de noviembre  |
| 15                                           | Gran Premio de Portugal                             | Autódromo Internacional do Algarve, Portimão            | 22 de noviembre  |
| Notas: Actualizado a 10 de agosto de 2020 1. |                                                     |                                                         |                  |

#### Cambios respecto al calendario provisional
- Se cancelan todas las sesiones del Gran Premio de Catar debido a las restricciones de viaje a dicho país que afectan a los pasajeros procedentes, entre otros lugares, de Italia.[16] Pero sí que se disputó el GP de Qatar en Moto2 y Moto3.[29]
- Se pospone el Gran Premio de Tailandia, dado que el gobierno de dicho país comunica que no va a ser posible disputarlo en la fecha prevista.[17] Se reubica en su fecha habitual de principios de octubre, adelantando para ello una semana el Gran Premio de Aragón;[27] que finalmente se retrasa al 18 de octubre.[3]
- Se pospone el Gran Premio de las Américas al 15 de noviembre debido a la restricción de vuelos que afecta a países como Italia. Esto hace que el Gran Premio de la Comunidad Valenciana se retrase una semana,[18] que finalmente serían dos debido a la reubicación del Gran Premio de Argentina al 22 de noviembre;[20] aunque finalmente se celebra en su fecha inicial del 15 de noviembre.[3]
- Se posponen los Grandes Premios de España,[21] Francia,[22] Italia y Cataluña[23] que se iban a disputar en los meses de mayo y junio.
  - El Gran Premio de España se reubica al 19 de julio.[2]
  - Se cancela el Gran Premio de Italia en el circuito de Mugello.[24]
  - El Gran Premio de Cataluña se reubica al 27 de septiembre.[3]
  - El Gran Premio de Francia se reubica al 11 de octubre.[3]
- Se cancelan definitivamente los Grandes Premios de Alemania, Países Bajos y Finlandia que iban a tener lugar en los meses de junio y julio.[25]
- Se anuncia un acuerdo con la Junta de Andalucía y el Ayuntamiento de Jerez para la celebración de dos grandes premios en el Circuito de Jerez, el segundo de ellos como Gran Premio de Andalucía, los fines de semana del 19 y 26 de julio.[2]
- La imposibilidad logística de encontrar una fecha en el nuevo calendario obliga a cancelar los Grandes Premios de Gran Bretaña y Australia.[26]
- Se cancela el Gran Premio de Japón debido a la imposibilidad de reubicarlo a partir de la segunda mitad de noviembre.[28]
- Los circuitos de Jerez, Red Bull Ring, Misano, MotorLand Aragón y Ricardo Tormo acogerán dos Grandes Premios en fines de semana consecutivos.[3]
- El Gran Premio de Europa hace su primera aparición desde 1995 en el circuito Ricardo Tormo.[3]
- Además del Gran Premio de Andalucía, hacen su primera aparición en el calendario los Grandes Premios de Estiria, la Emilia Romaña y Teruel.[3]
- El Circuito de las Américas confirma la cancelación del Gran Premio de las Américas confirmando que regresará en la temporada 2021 a mediados de abril.[19]
- Se cancelan definitivamente los Grandes Premios de Argentina, Tailandia y Malasia.[5]
- El Gran Premio de Portugal regresa al calendario por primera vez desde la temporada 2012 en el circuito del Algarve.[4]

## Equipos y pilotos

### Pilotos participantes
El 19 de noviembre de 2019 la FIM publicó la lista provisional de pilotos para la temporada 2020.
El 15 de mayo de 2020 se anuncia la suspensión de las wildcards para la temporada 2020 debido a la limitación de personal en el paddock provocada por la pandemia del coronavirus. Esto hace que Jorge Lorenzo, que había sido confirmado para correr en Montmeló con Yamaha, no pueda regresar a la competición en 2020.
| Equipos de fábrica                             | Equipos de fábrica | Equipos de fábrica      | Equipos de fábrica | Equipos de fábrica | Equipos de fábrica |
| Equipo                                         | Constructor        | Moto                    | N.º                | Piloto             | Rondas             |
| ---------------------------------------------- | ------------------ | ----------------------- | ------------------ | ------------------ | ------------------ |
| Ducati Team                                    | Ducati             | Ducati Desmosedici GP20 | 04                 | Andrea Dovizioso   | 2-15               |
| Ducati Team                                    | Ducati             | Ducati Desmosedici GP20 | 9                  | Danilo Petrucci    | 2-15               |
| Repsol Honda Team                              | Honda              | Honda RC213V            | 6                  | Stefan Bradl       | 4-15               |
| Repsol Honda Team                              | Honda              | Honda RC213V            | 73                 | Álex Márquez       | 2-15               |
| Repsol Honda Team                              | Honda              | Honda RC213V            | 93                 | Marc Márquez       | 2-3                |
| Red Bull KTM Factory Racing                    | KTM                | KTM RC16                | 33                 | Brad Binder        | 2-15               |
| Red Bull KTM Factory Racing                    | KTM                | KTM RC16                | 44                 | Pol Espargaró      | 2-15               |
| Team SUZUKI ECSTAR                             | Suzuki             | Suzuki GSX-RR           | 36                 | Joan Mir           | 2-15               |
| Team SUZUKI ECSTAR                             | Suzuki             | Suzuki GSX-RR           | 42                 | Álex Rins          | 2-15               |
| Monster Energy Yamaha MotoGP                   | Yamaha             | Yamaha YZR-M1           | 12                 | Maverick Viñales   | 2-15               |
| Monster Energy Yamaha MotoGP                   | Yamaha             | Yamaha YZR-M1           | 31                 | Garrett Gerloff    | 13                 |
| Monster Energy Yamaha MotoGP                   | Yamaha             | Yamaha YZR-M1           | 46                 | Valentino Rossi    | 2-10, 13-15        |
| Equipos independientes                         |                    |                         |                    |                    |                    |
| Equipo                                         | Constructor        | Moto                    | N.º                | Piloto             | Rondas             |
| Aprilia Racing Team Gresini                    | Aprilia            | Aprilia RS-GP           | 29                 | Andrea Iannone     | 2-15               |
| Aprilia Racing Team Gresini                    | Aprilia            | Aprilia RS-GP           | 32                 | Lorenzo Savadori   | 13-15              |
| Aprilia Racing Team Gresini                    | Aprilia            | Aprilia RS-GP           | 38                 | Bradley Smith      | 2-12               |
| Aprilia Racing Team Gresini                    | Aprilia            | Aprilia RS-GP           | 41                 | Aleix Espargaró    | 2-15               |
| Pramac Racing                                  | Ducati             | Ducati Desmosedici GP20 | 43                 | Jack Miller        | 2-15               |
| Pramac Racing                                  | Ducati             | Ducati Desmosedici GP20 | 51                 | Michele Pirro      | 5-6                |
| Pramac Racing                                  | Ducati             | Ducati Desmosedici GP20 | 63                 | Francesco Bagnaia  | 2-4, 7-15          |
| Hublot Reale Avintia Racing Esponsorama Racing | Ducati             | Ducati Desmosedici GP19 | 5                  | Johann Zarco       | 2-15               |
| Hublot Reale Avintia Racing Esponsorama Racing | Ducati             | Ducati Desmosedici GP19 | 53                 | Tito Rabat         | 2-15               |
| LCR Honda IDEMITSU                             | Honda              | Honda RC213V 2019       | 30                 | Takaaki Nakagami   | 2-15               |
| LCR Honda CASTROL                              | Honda              | Honda RC213V            | 35                 | Cal Crutchlow      | 2-7, 9-15          |
| Red Bull KTM Tech 3                            | KTM                | KTM RC16                | 27                 | Iker Lecuona       | 2-12, 14           |
| Red Bull KTM Tech 3                            | KTM                | KTM RC16                | 82                 | Mika Kallio        | 15                 |
| Red Bull KTM Tech 3                            | KTM                | KTM RC16                | 88                 | Miguel Oliveira    | 2-15               |
| Petronas Yamaha SRT                            | Yamaha             | Yamaha YZR-M1           | 20                 | Fabio Quartararo   | 2-15               |
| Petronas Yamaha SRT                            | Yamaha             | Yamaha YZR-M1 A-spec    | 21                 | Franco Morbidelli  | 2-15               |
| Notas: 1. 2. 3.                                |                    |                         |                    |                    |                    |

| Leyenda             |
| ------------------- |
| Piloto regular      |
| Piloto novato       |
| Piloto de reemplazo |

#### Cambios de pilotos
- Jorge Lorenzo anuncia su retirada al final de la temporada 2019.[65]
- Johann Zarco y el Red Bull KTM Factory Racing anuncian que no continuarán juntos la temporada 2020.[66]
- A pesar de estar inscrito para la temporada 2020,[30] el Reale Avintia le comunica a Karel Abraham que no hará efectivo su contrato para la temporada 2020. Ante esta situación, el piloto checo anuncia su retirada de MotoGP.[67]
- Brad Binder, que había sido confirmado como sustituto de Hafizh Syahrin en el Red Bull KTM Tech 3,[12] ocupa finalmente la plaza de Zarco en el equipo de fábrica, mientras que Iker Lecuona ocupa la plaza del Tech 3.[13]
- Álex Márquez, campeón del mundo de Moto2, asciende a MotoGP ocupando la plaza que deja libre Jorge Lorenzo en el equipo Repsol Honda, compartiendo así equipo con su hermano Marc Márquez.[11]
- Johann Zarco ocupa la plaza dejada por Karel Abraham dentro del equipo Reale Avintia, después de firmar con Ducati para la temporada 2020.[56][68]

### Pilotos de pruebas
Cada fábrica cuenta con uno o varios pilotos de pruebas que se encargan de desarrollar la moto y participar en los test oficiales y privados que los equipos tienen a su disposición a lo largo de la temporada. Para la temporada 2020, Aprilia y KTM cuentan con más días de test al disfrutar de concesiones.
| Constructor | N.º | Piloto             |
| ----------- | --- | ------------------ |
| Aprilia     | 32  | Lorenzo Savadori   |
| Aprilia     | 38  | Bradley Smith      |
| Ducati      | 51  | Michele Pirro      |
| Honda       | 6   | Stefan Bradl       |
| KTM         | 26  | Dani Pedrosa       |
| KTM         | 82  | Mika Kallio        |
| Suzuki      | 50  | Sylvain Guintoli   |
| Suzuki      | 85  | Takuya Tsuda       |
| Yamaha      | 31  | Kohta Nozane       |
| Yamaha      | 89  | Katsuyuki Nakasuga |
| Yamaha      | 99  | Jorge Lorenzo      |

#### Cambios de pilotos de pruebas
- Jonas Folger anuncia que no continurá como piloto probador de Yamaha a pesar de tener contrato para la temporada 2020.[69]
- Tras anunciar su retirada de la competición a finales de 2019,[65] Jorge Lorenzo regresa a Yamaha como su piloto de pruebas para la temporada 2020.[70]
- Tras haber participado en los test de Sepang con Aprilia por el caso de dopaje de Andrea Iannone,[71][72] la fábrica italiana anuncia al italiano Lorenzo Savadori como piloto de pruebas para la temporada 2020.[73]

## Pretemporada
Los test de pretemporada tienen lugar en los meses de noviembre y febrero. Los primeros se realizan en España, en los circuitos de Valencia y Jerez, mientras los segundos se realizan en el continente asiático, en los circuitos de Sepang y Catar.
Antes del test oficial de Malasia, se realiza un test de prueba en el cual, desde esta temporada, además de los pilotos probadores y los de los equipos con concesiones, pueden acudir los pilotos novatos.
Dado el retraso en el inicio del campeonato debido a la pandemia del coronavirus, se realiza un test extra en el Circuito de Jerez 48 horas antes del inicio de la competición.
Además, test oficiales tienen lugar durante la temporada. Debido a la pandemia del coronavirus, el único test oficial esta temporada tiene lugar en el circuito de Misano.
| N.º | Circuito                                                 | Mapa del circuito                             | Resultados       | Resultados       | Resultados                   | Resultados   | Resultados   | Resultados |
| --- | -------------------------------------------------------- | --------------------------------------------- | ---------------- | ---------------- | ---------------------------- | ------------ | ------------ | ---------- |
| 1   | Circuito Ricardo Tormo Longitud: 4,005 km                |                                               | Fecha            | Fecha            | Piloto                       | Equipo       | Mejor tiempo | Vueltas    |
| 1   | Circuito Ricardo Tormo Longitud: 4,005 km                | Día 1                                         | 19 de noviembre  | Fabio Quartararo | Petronas Yamaha SRT          | 1:30.163     | 73/82        |            |
| 1   | Circuito Ricardo Tormo Longitud: 4,005 km                | Día 2                                         | 20 de noviembre  | Maverick Viñales | Monster Energy Yamaha MotoGP | 1:29.849     | 56/67        |            |
| 1   | Circuito Ricardo Tormo Longitud: 4,005 km                | Resultados completos: Día 1 \| Día 2          |                  |                  |                              |              |              |            |
| 2   | Circuito de Jerez-Ángel Nieto Longitud: 4,423 km         |                                               | Fecha            | Fecha            | Piloto                       | Equipo       | Mejor tiempo | Vueltas    |
| 2   | Circuito de Jerez-Ángel Nieto Longitud: 4,423 km         | Día 1                                         | 25 de noviembre  | Maverick Viñales | Monster Energy Yamaha MotoGP | 1:37.131     | 60/68        |            |
| 2   | Circuito de Jerez-Ángel Nieto Longitud: 4,423 km         | Día 2                                         | 26 de noviembre  | Marc Márquez     | Repsol Honda Team            | 1:37.820     | 3/14         |            |
| 2   | Circuito de Jerez-Ángel Nieto Longitud: 4,423 km         | Resultados completos: Día 1 \| Día 2          |                  |                  |                              |              |              |            |
| 3   | Sepang International Circuit Longitud: 5,543 km          |                                               | Shakedown        | Shakedown        | Shakedown                    | Shakedown    | Shakedown    | Shakedown  |
| 3   | Sepang International Circuit Longitud: 5,543 km          | Fecha                                         | Fecha            | Piloto           | Equipo                       | Mejor tiempo | Vueltas      |            |
| 3   | Sepang International Circuit Longitud: 5,543 km          | Día 1                                         | 2 de febrero     | Dani Pedrosa     | Red Bull KTM Factory Racing  | 2:00.625     | 57           |            |
| 3   | Sepang International Circuit Longitud: 5,543 km          | Día 2                                         | 3 de febrero     | Dani Pedrosa     | Red Bull KTM Factory Racing  | 1:59.841     | 50           |            |
| 3   | Sepang International Circuit Longitud: 5,543 km          | Día 3                                         | 4 de febrero     | Pol Espargaró    | Red Bull KTM Factory Racing  | 1:59.444     | 32           |            |
| 3   | Sepang International Circuit Longitud: 5,543 km          | Resultados completos: Día 1 \| Día 2 \| Día 3 |                  |                  |                              |              |              |            |
| 4   | Sepang International Circuit Longitud: 5,543 km          | Fecha                                         | Fecha            | Piloto           | Equipo                       | Mejor tiempo | Vueltas      |            |
| 4   | Sepang International Circuit Longitud: 5,543 km          | Día 1                                         | 7 de febrero     | Fabio Quartararo | Petronas Yamaha SRT          | 1:58.945     | 22/52        |            |
| 4   | Sepang International Circuit Longitud: 5,543 km          | Día 2                                         | 8 de febrero     | Fabio Quartararo | Petronas Yamaha SRT          | 1:58.572     | 63/72        |            |
| 4   | Sepang International Circuit Longitud: 5,543 km          | Día 3                                         | 9 de febrero     | Fabio Quartararo | Petronas Yamaha SRT          | 1:58.349     | 17/57        |            |
| 4   | Sepang International Circuit Longitud: 5,543 km          | Resultados completos: Día 1 Día 2 Día 3       |                  |                  |                              |              |              |            |
| 5   | Circuito de Losail Longitud: 5,380 km                    |                                               | Fecha            | Fecha            | Piloto                       | Equipo       | Mejor tiempo | Vueltas    |
| 5   | Circuito de Losail Longitud: 5,380 km                    | Día 1                                         | 22 de febrero    | Álex Rins        | Team SUZUKI ECSTAR           | 1:54.462     | 47/47        |            |
| 5   | Circuito de Losail Longitud: 5,380 km                    | Día 2                                         | 23 de febrero    | Fabio Quartararo | Petronas Yamaha SRT          | 1:54.038     | 52/65        |            |
| 5   | Circuito de Losail Longitud: 5,380 km                    | Día 3                                         | 24 de febrero    | Maverick Viñales | Monster Energy Yamaha MotoGP | 1:53.858     | 69/84        |            |
| 5   | Circuito de Losail Longitud: 5,380 km                    | Resultados completos: Día 1 \| Día 2 \| Día 3 |                  |                  |                              |              |              |            |
| 6   | Circuito de Jerez-Ángel Nieto Longitud: 4,423 km         |                                               | Fecha            | Fecha            | Piloto                       | Equipo       | Mejor tiempo | Vueltas    |
| 6   | Circuito de Jerez-Ángel Nieto Longitud: 4,423 km         | Mañana                                        | 15 de julio      | Marc Márquez     | Repsol Honda Team            | 1:37.941     | 27/31        |            |
| 6   | Circuito de Jerez-Ángel Nieto Longitud: 4,423 km         | Tarde                                         | 15 de julio      | Maverick Viñales | Monster Energy Yamaha MotoGP | 1:37.793     | 28/31        |            |
| 6   | Circuito de Jerez-Ángel Nieto Longitud: 4,423 km         | Resultados completos: Mañana \| Tarde         |                  |                  |                              |              |              |            |
| 7   | Misano World Circuit Marco Simoncelli Longitud: 4,064 km |                                               | Fecha            | Fecha            | Piloto                       | Equipo       | Mejor tiempo | Vueltas    |
| 7   | Misano World Circuit Marco Simoncelli Longitud: 4,064 km | Mañana                                        | 15 de septiembre | Pol Espargaró    | Red Bull KTM Factory Racing  | 1:32.054     | 28/42        |            |
| 7   | Misano World Circuit Marco Simoncelli Longitud: 4,064 km | Tarde                                         | 15 de septiembre | Maverick Viñales | Monster Energy Yamaha MotoGP | 1:31.532     | 30/45        |            |
| 7   | Misano World Circuit Marco Simoncelli Longitud: 4,064 km | Resultados completos: Mañana \| Tarde         |                  |                  |                              |              |              |            |

## Resultados por Gran Premio
| Ronda | Fecha                     | Gran Premio | Mapa del circuito                                                | Resultados        | Resultados       | Resultados                   | Resultados                   |
| ----- | ------------------------- | --- | ---------------------------------------------------------------- | ----------------- | ---------------- | ---------------------------- | ---------------------------- |
| 1     | 6, 7 y 8 de marzo         | Gran Premio de Catar Circuito de Losail Longitud: 5,380 km Vueltas: 22 Distancia de carrera: 118,36 km Ganador 2019: Andrea Dovizioso - Ducati Team                                                      |                                                                  | FP1               | Cancelado        | Pole Position                | Cancelado                    |
| 1     | 6, 7 y 8 de marzo         | Gran Premio de Catar Circuito de Losail Longitud: 5,380 km Vueltas: 22 Distancia de carrera: 118,36 km Ganador 2019: Andrea Dovizioso - Ducati Team                                                      | FP2                                                              | Cancelado         | Warm Up          | Cancelado                    |                              |
| 1     | 6, 7 y 8 de marzo         | Gran Premio de Catar Circuito de Losail Longitud: 5,380 km Vueltas: 22 Distancia de carrera: 118,36 km Ganador 2019: Andrea Dovizioso - Ducati Team                                                      | FP3                                                              | Cancelado         | Ganador          | Cancelado                    |                              |
| 1     | 6, 7 y 8 de marzo         | Gran Premio de Catar Circuito de Losail Longitud: 5,380 km Vueltas: 22 Distancia de carrera: 118,36 km Ganador 2019: Andrea Dovizioso - Ducati Team                                                      | FP4                                                              | Cancelado         | 2.o puesto       | Cancelado                    |                              |
| 1     | 6, 7 y 8 de marzo         | Gran Premio de Catar Circuito de Losail Longitud: 5,380 km Vueltas: 22 Distancia de carrera: 118,36 km Ganador 2019: Andrea Dovizioso - Ducati Team                                                      | Q1                                                               | Cancelado         | 3.er puesto      | Cancelado                    |                              |
| 1     | 6, 7 y 8 de marzo         | Gran Premio de Catar Circuito de Losail Longitud: 5,380 km Vueltas: 22 Distancia de carrera: 118,36 km Ganador 2019: Andrea Dovizioso - Ducati Team                                                      | Q1                                                               | Cancelado         | Vuelta rápida    | Cancelado                    |                              |
| 1     | 6, 7 y 8 de marzo         | Gran Premio de Catar Circuito de Losail Longitud: 5,380 km Vueltas: 22 Distancia de carrera: 118,36 km Ganador 2019: Andrea Dovizioso - Ducati Team                                                      | Resultados completos: Prueba cancelada debido al Coronavirus     |                   |                  |                              |                              |
| 2     | 17, 18 y 19 de julio      | Gran Premio de España Circuito de Jerez-Ángel Nieto Longitud: 4,423 km Vueltas: 25 Distancia de carrera: 110,575 km Ganador 2019: Marc Márquez - Repsol Honda Team                                       |                                                                  | FP1               | Marc Márquez     | Pole Position                | Fabio Quartararo (1:36.705)  |
| 2     | 17, 18 y 19 de julio      | Gran Premio de España Circuito de Jerez-Ángel Nieto Longitud: 4,423 km Vueltas: 25 Distancia de carrera: 110,575 km Ganador 2019: Marc Márquez - Repsol Honda Team                                       | FP2                                                              | Franco Morbidelli | Warm Up          | Marc Márquez                 |                              |
| 2     | 17, 18 y 19 de julio      | Gran Premio de España Circuito de Jerez-Ángel Nieto Longitud: 4,423 km Vueltas: 25 Distancia de carrera: 110,575 km Ganador 2019: Marc Márquez - Repsol Honda Team                                       | FP3                                                              | Fabio Quartararo  | Ganador          | Fabio Quartararo             |                              |
| 2     | 17, 18 y 19 de julio      | Gran Premio de España Circuito de Jerez-Ángel Nieto Longitud: 4,423 km Vueltas: 25 Distancia de carrera: 110,575 km Ganador 2019: Marc Márquez - Repsol Honda Team                                       | FP4                                                              | Marc Márquez      | 2.o puesto       | Maverick Viñales             |                              |
| 2     | 17, 18 y 19 de julio      | Gran Premio de España Circuito de Jerez-Ángel Nieto Longitud: 4,423 km Vueltas: 25 Distancia de carrera: 110,575 km Ganador 2019: Marc Márquez - Repsol Honda Team                                       | Q1                                                               | Álex Rins         | 3.er puesto      | Andrea Dovizioso             |                              |
| 2     | 17, 18 y 19 de julio      | Gran Premio de España Circuito de Jerez-Ángel Nieto Longitud: 4,423 km Vueltas: 25 Distancia de carrera: 110,575 km Ganador 2019: Marc Márquez - Repsol Honda Team                                       | Q1                                                               | Pol Espargaró     | Vuelta rápida    | Marc Márquez (1:38.372)      |                              |
| 2     | 17, 18 y 19 de julio      | Gran Premio de España Circuito de Jerez-Ángel Nieto Longitud: 4,423 km Vueltas: 25 Distancia de carrera: 110,575 km Ganador 2019: Marc Márquez - Repsol Honda Team                                       | Resultados completos: Entrenamientos \| Clasificación \| Carrera |                   |                  |                              |                              |
| 3     | 24, 25 y 26 de julio      | Gran Premio de Andalucía Circuito de Jerez-Ángel Nieto Longitud: 4,423 km Vueltas: 25 Distancia de carrera: 110,575 km                                                                                   | FP1                                                              | Maverick Viñales  | Pole Position    | Fabio Quartararo (1:37.007)  |                              |
| 3     | 24, 25 y 26 de julio      | Gran Premio de Andalucía Circuito de Jerez-Ángel Nieto Longitud: 4,423 km Vueltas: 25 Distancia de carrera: 110,575 km                                                                                   | FP2                                                              | Takaaki Nakagami  | Warm Up          | Fabio Quartararo             |                              |
| 3     | 24, 25 y 26 de julio      | Gran Premio de Andalucía Circuito de Jerez-Ángel Nieto Longitud: 4,423 km Vueltas: 25 Distancia de carrera: 110,575 km                                                                                   | FP3                                                              | Maverick Viñales  | Ganador          | Fabio Quartararo             |                              |
| 3     | 24, 25 y 26 de julio      | Gran Premio de Andalucía Circuito de Jerez-Ángel Nieto Longitud: 4,423 km Vueltas: 25 Distancia de carrera: 110,575 km                                                                                   | FP4                                                              | Takaaki Nakagami  | 2.o puesto       | Maverick Viñales             |                              |
| 3     | 24, 25 y 26 de julio      | Gran Premio de Andalucía Circuito de Jerez-Ángel Nieto Longitud: 4,423 km Vueltas: 25 Distancia de carrera: 110,575 km                                                                                   | Q1                                                               | Miguel Oliveira   | 3.er puesto      | Valentino Rossi              |                              |
| 3     | 24, 25 y 26 de julio      | Gran Premio de Andalucía Circuito de Jerez-Ángel Nieto Longitud: 4,423 km Vueltas: 25 Distancia de carrera: 110,575 km                                                                                   | Q1                                                               | Franco Morbidelli | Vuelta rápida    | Fabio Quartararo (1:38.119)  |                              |
| 3     | 24, 25 y 26 de julio      | Gran Premio de Andalucía Circuito de Jerez-Ángel Nieto Longitud: 4,423 km Vueltas: 25 Distancia de carrera: 110,575 km                                                                                   | Resultados completos: Entrenamientos \| Clasificación \| Carrera |                   |                  |                              |                              |
| 4     | 7, 8 y 9 de agosto        | Gran Premio de la República Checa Autódromo de Brno Longitud: 5,403 km Vueltas: 20 Distancia de carrera: 108,06 km Ganador 2019: Marc Márquez - Repsol Honda Team                                        |                                                                  | FP1               | Takaaki Nakagami | Pole Position                | Johann Zarco (1:55.687)      |
| 4     | 7, 8 y 9 de agosto        | Gran Premio de la República Checa Autódromo de Brno Longitud: 5,403 km Vueltas: 20 Distancia de carrera: 108,06 km Ganador 2019: Marc Márquez - Repsol Honda Team                                        | FP2                                                              | Fabio Quartararo  | Warm Up          | Pol Espargaró                |                              |
| 4     | 7, 8 y 9 de agosto        | Gran Premio de la República Checa Autódromo de Brno Longitud: 5,403 km Vueltas: 20 Distancia de carrera: 108,06 km Ganador 2019: Marc Márquez - Repsol Honda Team                                        | FP3                                                              | Franco Morbidelli | Ganador          | Brad Binder                  |                              |
| 4     | 7, 8 y 9 de agosto        | Gran Premio de la República Checa Autódromo de Brno Longitud: 5,403 km Vueltas: 20 Distancia de carrera: 108,06 km Ganador 2019: Marc Márquez - Repsol Honda Team                                        | FP4                                                              | Fabio Quartararo  | 2.o puesto       | Franco Morbidelli            |                              |
| 4     | 7, 8 y 9 de agosto        | Gran Premio de la República Checa Autódromo de Brno Longitud: 5,403 km Vueltas: 20 Distancia de carrera: 108,06 km Ganador 2019: Marc Márquez - Repsol Honda Team                                        | Q1                                                               | Álex Rins         | 3.er puesto      | Johann Zarco                 |                              |
| 4     | 7, 8 y 9 de agosto        | Gran Premio de la República Checa Autódromo de Brno Longitud: 5,403 km Vueltas: 20 Distancia de carrera: 108,06 km Ganador 2019: Marc Márquez - Repsol Honda Team                                        | Q1                                                               | Brad Binder       | Vuelta rápida    | Brad Binder (1:57.445)       |                              |
| 4     | 7, 8 y 9 de agosto        | Gran Premio de la República Checa Autódromo de Brno Longitud: 5,403 km Vueltas: 20 Distancia de carrera: 108,06 km Ganador 2019: Marc Márquez - Repsol Honda Team                                        | Resultados completos: Entrenamientos \| Clasificación \| Carrera |                   |                  |                              |                              |
| 5     | 14, 15 y 16 de agosto     | Gran Premio de Austria Red Bull Ring Longitud: 4,318 km Vueltas: 28 Distancia de carrera: 120,904 km Ganador 2019: Andrea Dovizioso - Ducati Team                                                        |                                                                  | FP1               | Pol Espargaró    | Pole Position                | Maverick Viñales (1:23.450)  |
| 5     | 14, 15 y 16 de agosto     | Gran Premio de Austria Red Bull Ring Longitud: 4,318 km Vueltas: 28 Distancia de carrera: 120,904 km Ganador 2019: Andrea Dovizioso - Ducati Team                                                        | FP2                                                              | Jack Miller       | Warm Up          | Joan Mir                     |                              |
| 5     | 14, 15 y 16 de agosto     | Gran Premio de Austria Red Bull Ring Longitud: 4,318 km Vueltas: 28 Distancia de carrera: 120,904 km Ganador 2019: Andrea Dovizioso - Ducati Team                                                        | FP3                                                              | Maverick Viñales  | Ganador          | Andrea Dovizioso             |                              |
| 5     | 14, 15 y 16 de agosto     | Gran Premio de Austria Red Bull Ring Longitud: 4,318 km Vueltas: 28 Distancia de carrera: 120,904 km Ganador 2019: Andrea Dovizioso - Ducati Team                                                        | FP4                                                              | Pol Espargaró     | 2.o puesto       | Joan Mir                     |                              |
| 5     | 14, 15 y 16 de agosto     | Gran Premio de Austria Red Bull Ring Longitud: 4,318 km Vueltas: 28 Distancia de carrera: 120,904 km Ganador 2019: Andrea Dovizioso - Ducati Team                                                        | Q1                                                               | Johann Zarco      | 3.er puesto      | Jack Miller                  |                              |
| 5     | 14, 15 y 16 de agosto     | Gran Premio de Austria Red Bull Ring Longitud: 4,318 km Vueltas: 28 Distancia de carrera: 120,904 km Ganador 2019: Andrea Dovizioso - Ducati Team                                                        | Q1                                                               | Valentino Rossi   | Vuelta rápida    | Álex Rins (1:24.007)         |                              |
| 5     | 14, 15 y 16 de agosto     | Gran Premio de Austria Red Bull Ring Longitud: 4,318 km Vueltas: 28 Distancia de carrera: 120,904 km Ganador 2019: Andrea Dovizioso - Ducati Team                                                        | Resultados completos: Entrenamientos \| Clasificación \| Carrera |                   |                  |                              |                              |
| 6     | 21, 22 y 23 de agosto     | Gran Premio de Estiria Red Bull Ring Longitud: 4,318 km Vueltas: 28 Distancia de carrera: 120,904 km | FP1                                                              | Jack Miller       | Pole Position    | Pol Espargaró (1:23.580)     |                              |
| 6     | 21, 22 y 23 de agosto     | Gran Premio de Estiria Red Bull Ring Longitud: 4,318 km Vueltas: 28 Distancia de carrera: 120,904 km | FP2                                                              | Pol Espargaró     | Warm Up          | Andrea Dovizioso             |                              |
| 6     | 21, 22 y 23 de agosto     | Gran Premio de Estiria Red Bull Ring Longitud: 4,318 km Vueltas: 28 Distancia de carrera: 120,904 km | FP3                                                              | Joan Mir          | Ganador          | Miguel Oliveira              |                              |
| 6     | 21, 22 y 23 de agosto     | Gran Premio de Estiria Red Bull Ring Longitud: 4,318 km Vueltas: 28 Distancia de carrera: 120,904 km | FP4                                                              | Takaaki Nakagami  | 2.o puesto       | Jack Miller                  |                              |
| 6     | 21, 22 y 23 de agosto     | Gran Premio de Estiria Red Bull Ring Longitud: 4,318 km Vueltas: 28 Distancia de carrera: 120,904 km | Q1                                                               | Johann Zarco      | 3.er puesto      | Pol Espargaró                |                              |
| 6     | 21, 22 y 23 de agosto     | Gran Premio de Estiria Red Bull Ring Longitud: 4,318 km Vueltas: 28 Distancia de carrera: 120,904 km | Q1                                                               | Danilo Petrucci   | Vuelta rápida    | Pol Espargaró (1:23.877)     |                              |
| 6     | 21, 22 y 23 de agosto     | Gran Premio de Estiria Red Bull Ring Longitud: 4,318 km Vueltas: 28 Distancia de carrera: 120,904 km | Resultados completos: Entrenamientos \| Clasificación \| Carrera |                   |                  |                              |                              |
| 7     | 11, 12 y 13 de septiembre | Gran Premio de San Marino y de la Riviera de Rimini Misano World Circuit Marco Simoncelli Longitud: 4,226 km Vueltas: 27 Distancia de carrera: 114,102 km Ganador 2019: Marc Márquez - Repsol Honda Team |                                                                  | FP1               | Maverick Viñales | Pole Position                | Maverick Viñales (1:31.411)  |
| 7     | 11, 12 y 13 de septiembre | Gran Premio de San Marino y de la Riviera de Rimini Misano World Circuit Marco Simoncelli Longitud: 4,226 km Vueltas: 27 Distancia de carrera: 114,102 km Ganador 2019: Marc Márquez - Repsol Honda Team | FP2                                                              | Fabio Quartararo  | Warm Up          | Takaaki Nakagami             |                              |
| 7     | 11, 12 y 13 de septiembre | Gran Premio de San Marino y de la Riviera de Rimini Misano World Circuit Marco Simoncelli Longitud: 4,226 km Vueltas: 27 Distancia de carrera: 114,102 km Ganador 2019: Marc Márquez - Repsol Honda Team | FP3                                                              | Valentino Rossi   | Ganador          | Franco Morbidelli            |                              |
| 7     | 11, 12 y 13 de septiembre | Gran Premio de San Marino y de la Riviera de Rimini Misano World Circuit Marco Simoncelli Longitud: 4,226 km Vueltas: 27 Distancia de carrera: 114,102 km Ganador 2019: Marc Márquez - Repsol Honda Team | FP4                                                              | Fabio Quartararo  | 2.o puesto       | Francesco Bagnaia            |                              |
| 7     | 11, 12 y 13 de septiembre | Gran Premio de San Marino y de la Riviera de Rimini Misano World Circuit Marco Simoncelli Longitud: 4,226 km Vueltas: 27 Distancia de carrera: 114,102 km Ganador 2019: Marc Márquez - Repsol Honda Team | Q1                                                               | Pol Espargaró     | 3.er puesto      | Joan Mir                     |                              |
| 7     | 11, 12 y 13 de septiembre | Gran Premio de San Marino y de la Riviera de Rimini Misano World Circuit Marco Simoncelli Longitud: 4,226 km Vueltas: 27 Distancia de carrera: 114,102 km Ganador 2019: Marc Márquez - Repsol Honda Team | Q1                                                               | Miguel Oliveira   | Vuelta rápida    | Francesco Bagnaia (1:32.706) |                              |
| 7     | 11, 12 y 13 de septiembre | Gran Premio de San Marino y de la Riviera de Rimini Misano World Circuit Marco Simoncelli Longitud: 4,226 km Vueltas: 27 Distancia de carrera: 114,102 km Ganador 2019: Marc Márquez - Repsol Honda Team | Resultados completos: Entrenamientos \| Clasificación \| Carrera |                   |                  |                              |                              |
| 8     | 18, 19 y 20 de septiembre | Gran Premio de Emilia Romagna Misano World Circuit Marco Simoncelli Longitud: 4,226 km Vueltas: 27 Distancia de carrera: 114,102 km                                                                      | FP1                                                              | Fabio Quartararo  | Pole Position    | Maverick Viñales (1:31.077)  |                              |
| 8     | 18, 19 y 20 de septiembre | Gran Premio de Emilia Romagna Misano World Circuit Marco Simoncelli Longitud: 4,226 km Vueltas: 27 Distancia de carrera: 114,102 km                                                                      | FP2                                                              | Brad Binder       | Warm Up          | Álex Márquez                 |                              |
| 8     | 18, 19 y 20 de septiembre | Gran Premio de Emilia Romagna Misano World Circuit Marco Simoncelli Longitud: 4,226 km Vueltas: 27 Distancia de carrera: 114,102 km                                                                      | FP3                                                              | Francesco Bagnaia | Ganador          | Maverick Viñales             |                              |
| 8     | 18, 19 y 20 de septiembre | Gran Premio de Emilia Romagna Misano World Circuit Marco Simoncelli Longitud: 4,226 km Vueltas: 27 Distancia de carrera: 114,102 km                                                                      | FP4                                                              | Francesco Bagnaia | 2.o puesto       | Joan Mir                     |                              |
| 8     | 18, 19 y 20 de septiembre | Gran Premio de Emilia Romagna Misano World Circuit Marco Simoncelli Longitud: 4,226 km Vueltas: 27 Distancia de carrera: 114,102 km                                                                      | Q1                                                               | Jack Miller       | 3.er puesto      | Pol Espargaró                |                              |
| 8     | 18, 19 y 20 de septiembre | Gran Premio de Emilia Romagna Misano World Circuit Marco Simoncelli Longitud: 4,226 km Vueltas: 27 Distancia de carrera: 114,102 km                                                                      | Q1                                                               | Andrea Dovizioso  | Vuelta rápida    | Francesco Bagnaia (1:32.319) |                              |
| 8     | 18, 19 y 20 de septiembre | Gran Premio de Emilia Romagna Misano World Circuit Marco Simoncelli Longitud: 4,226 km Vueltas: 27 Distancia de carrera: 114,102 km                                                                      | Resultados completos: Entrenamientos \| Clasificación \| Carrera |                   |                  |                              |                              |
| 9     | 25, 26 y 27 de septiembre | Gran Premio de Cataluña Circuito de Barcelona-Cataluña Longitud: 4,627 km Vueltas: 24 Distancia de carrera: 111,048 km Ganador 2019: Marc Márquez - Repsol Honda Team                                    |                                                                  | FP1               | Fabio Quartararo | Pole Position                | Franco Morbidelli (1:38.798) |
| 9     | 25, 26 y 27 de septiembre | Gran Premio de Cataluña Circuito de Barcelona-Cataluña Longitud: 4,627 km Vueltas: 24 Distancia de carrera: 111,048 km Ganador 2019: Marc Márquez - Repsol Honda Team                                    | FP2                                                              | Franco Morbidelli | Warm Up          | Fabio Quartararo             |                              |
| 9     | 25, 26 y 27 de septiembre | Gran Premio de Cataluña Circuito de Barcelona-Cataluña Longitud: 4,627 km Vueltas: 24 Distancia de carrera: 111,048 km Ganador 2019: Marc Márquez - Repsol Honda Team                                    | FP3                                                              | Fabio Quartararo  | Ganador          | Fabio Quartararo             |                              |
| 9     | 25, 26 y 27 de septiembre | Gran Premio de Cataluña Circuito de Barcelona-Cataluña Longitud: 4,627 km Vueltas: 24 Distancia de carrera: 111,048 km Ganador 2019: Marc Márquez - Repsol Honda Team                                    | FP4                                                              | Maverick Viñales  | 2.o puesto       | Joan Mir                     |                              |
| 9     | 25, 26 y 27 de septiembre | Gran Premio de Cataluña Circuito de Barcelona-Cataluña Longitud: 4,627 km Vueltas: 24 Distancia de carrera: 111,048 km Ganador 2019: Marc Márquez - Repsol Honda Team                                    | Q1                                                               | Jack Miller       | 3.er puesto      | Álex Rins                    |                              |
| 9     | 25, 26 y 27 de septiembre | Gran Premio de Cataluña Circuito de Barcelona-Cataluña Longitud: 4,627 km Vueltas: 24 Distancia de carrera: 111,048 km Ganador 2019: Marc Márquez - Repsol Honda Team                                    | Q1                                                               | Takaaki Nakagami  | Vuelta rápida    | Fabio Quartararo (1:40.142)  |                              |
| 9     | 25, 26 y 27 de septiembre | Gran Premio de Cataluña Circuito de Barcelona-Cataluña Longitud: 4,627 km Vueltas: 24 Distancia de carrera: 111,048 km Ganador 2019: Marc Márquez - Repsol Honda Team                                    | Resultados completos: Entrenamientos \| Clasificación \| Carrera |                   |                  |                              |                              |
| 10    | 9, 10 y 11 de octubre     | Gran Premio de Francia Circuito de Bugatti Longitud: 4,185 km Vueltas: 27 Distancia de carrera: 112,995 km Ganador 2019: Marc Márquez - Repsol Honda Team                                                |                                                                  | FP1               | Bradley Smith    | Pole Position                | Fabio Quartararo (1:31.315)  |
| 10    | 9, 10 y 11 de octubre     | Gran Premio de Francia Circuito de Bugatti Longitud: 4,185 km Vueltas: 27 Distancia de carrera: 112,995 km Ganador 2019: Marc Márquez - Repsol Honda Team                                                | FP2                                                              | Jack Miller       | Warm Up          | Franco Morbidelli            |                              |
| 10    | 9, 10 y 11 de octubre     | Gran Premio de Francia Circuito de Bugatti Longitud: 4,185 km Vueltas: 27 Distancia de carrera: 112,995 km Ganador 2019: Marc Márquez - Repsol Honda Team                                                | FP3                                                              | Fabio Quartararo  | Ganador          | Danilo Petrucci              |                              |
| 10    | 9, 10 y 11 de octubre     | Gran Premio de Francia Circuito de Bugatti Longitud: 4,185 km Vueltas: 27 Distancia de carrera: 112,995 km Ganador 2019: Marc Márquez - Repsol Honda Team                                                | FP4                                                              | Fabio Quartararo  | 2.o puesto       | Álex Márquez                 |                              |
| 10    | 9, 10 y 11 de octubre     | Gran Premio de Francia Circuito de Bugatti Longitud: 4,185 km Vueltas: 27 Distancia de carrera: 112,995 km Ganador 2019: Marc Márquez - Repsol Honda Team                                                | Q1                                                               | Danilo Petrucci   | 3.er puesto      | Pol Espargaró                |                              |
| 10    | 9, 10 y 11 de octubre     | Gran Premio de Francia Circuito de Bugatti Longitud: 4,185 km Vueltas: 27 Distancia de carrera: 112,995 km Ganador 2019: Marc Márquez - Repsol Honda Team                                                | Q1                                                               | Francesco Bagnaia | Vuelta rápida    | Johann Zarco (1:43.301)      |                              |
| 10    | 9, 10 y 11 de octubre     | Gran Premio de Francia Circuito de Bugatti Longitud: 4,185 km Vueltas: 27 Distancia de carrera: 112,995 km Ganador 2019: Marc Márquez - Repsol Honda Team                                                | Resultados completos: Entrenamientos \| Clasificación \| Carrera |                   |                  |                              |                              |
| 11    | 16, 17 y 18 de octubre    | Gran Premio de Aragón MotorLand Aragón Longitud: 5,077 km Vueltas: 23 Distancia de carrera: 116,771 km Ganador 2019: Marc Márquez - Repsol Honda Team                                                    |                                                                  | FP1               | Maverick Viñales | Pole Position                | Fabio Quartararo (1:47.076)  |
| 11    | 16, 17 y 18 de octubre    | Gran Premio de Aragón MotorLand Aragón Longitud: 5,077 km Vueltas: 23 Distancia de carrera: 116,771 km Ganador 2019: Marc Márquez - Repsol Honda Team                                                    | FP2                                                              | Maverick Viñales  | Warm Up          | Takaaki Nakagami             |                              |
| 11    | 16, 17 y 18 de octubre    | Gran Premio de Aragón MotorLand Aragón Longitud: 5,077 km Vueltas: 23 Distancia de carrera: 116,771 km Ganador 2019: Marc Márquez - Repsol Honda Team                                                    | FP3                                                              | Franco Morbidelli | Ganador          | Álex Rins                    |                              |
| 11    | 16, 17 y 18 de octubre    | Gran Premio de Aragón MotorLand Aragón Longitud: 5,077 km Vueltas: 23 Distancia de carrera: 116,771 km Ganador 2019: Marc Márquez - Repsol Honda Team                                                    | FP4                                                              | Franco Morbidelli | 2.o puesto       | Álex Márquez                 |                              |
| 11    | 16, 17 y 18 de octubre    | Gran Premio de Aragón MotorLand Aragón Longitud: 5,077 km Vueltas: 23 Distancia de carrera: 116,771 km Ganador 2019: Marc Márquez - Repsol Honda Team                                                    | Q1                                                               | Danilo Petrucci   | 3.er puesto      | Joan Mir                     |                              |
| 11    | 16, 17 y 18 de octubre    | Gran Premio de Aragón MotorLand Aragón Longitud: 5,077 km Vueltas: 23 Distancia de carrera: 116,771 km Ganador 2019: Marc Márquez - Repsol Honda Team                                                    | Q1                                                               | Jack Miller       | Vuelta rápida    | Álex Rins (1:48.404)         |                              |
| 11    | 16, 17 y 18 de octubre    | Gran Premio de Aragón MotorLand Aragón Longitud: 5,077 km Vueltas: 23 Distancia de carrera: 116,771 km Ganador 2019: Marc Márquez - Repsol Honda Team                                                    | Resultados completos: Entrenamientos \| Clasificación \| Carrera |                   |                  |                              |                              |
| 12    | 23, 24 y 25 de octubre    | Gran Premio de Teruel MotorLand Aragón Longitud: 5,077 km Vueltas: 23 Distancia de carrera: 116,771 km                                                                                                   | FP1                                                              | Álex Márquez      | Pole Position    | Takaaki Nakagami (1:46.882)  |                              |
| 12    | 23, 24 y 25 de octubre    | Gran Premio de Teruel MotorLand Aragón Longitud: 5,077 km Vueltas: 23 Distancia de carrera: 116,771 km                                                                                                   | FP2                                                              | Takaaki Nakagami  | Warm Up          | Takaaki Nakagami             |                              |
| 12    | 23, 24 y 25 de octubre    | Gran Premio de Teruel MotorLand Aragón Longitud: 5,077 km Vueltas: 23 Distancia de carrera: 116,771 km                                                                                                   | FP3                                                              | Franco Morbidelli | Ganador          | Franco Morbidelli            |                              |
| 12    | 23, 24 y 25 de octubre    | Gran Premio de Teruel MotorLand Aragón Longitud: 5,077 km Vueltas: 23 Distancia de carrera: 116,771 km                                                                                                   | FP4                                                              | Maverick Viñales  | 2.o puesto       | Álex Rins                    |                              |
| 12    | 23, 24 y 25 de octubre    | Gran Premio de Teruel MotorLand Aragón Longitud: 5,077 km Vueltas: 23 Distancia de carrera: 116,771 km                                                                                                   | Q1                                                               | Pol Espargaró     | 3.er puesto      | Joan Mir                     |                              |
| 12    | 23, 24 y 25 de octubre    | Gran Premio de Teruel MotorLand Aragón Longitud: 5,077 km Vueltas: 23 Distancia de carrera: 116,771 km                                                                                                   | Q1                                                               | Johann Zarco      | Vuelta rápida    | Franco Morbidelli (1:48.089) |                              |
| 12    | 23, 24 y 25 de octubre    | Gran Premio de Teruel MotorLand Aragón Longitud: 5,077 km Vueltas: 23 Distancia de carrera: 116,771 km                                                                                                   | Resultados completos: Entrenamientos \| Clasificación            |                   |                  |                              |                              |
| 13    | 6, 7 y 8 de noviembre     | Gran Premio de Europa Circuito Ricardo Tormo Longitud: 4,005 km Vueltas: 27 Distancia de carrera: 108,135 km Ganador 1995: Àlex Crivillé - Repsol Honda Team                                             |                                                                  | FP1               | Jack Miller      | Pole Position                | Pol Espargaró (1:40.434)     |
| 13    | 6, 7 y 8 de noviembre     | Gran Premio de Europa Circuito Ricardo Tormo Longitud: 4,005 km Vueltas: 27 Distancia de carrera: 108,135 km Ganador 1995: Àlex Crivillé - Repsol Honda Team                                             | FP2                                                              | Jack Miller       | Warm Up          | Joan Mir                     |                              |
| 13    | 6, 7 y 8 de noviembre     | Gran Premio de Europa Circuito Ricardo Tormo Longitud: 4,005 km Vueltas: 27 Distancia de carrera: 108,135 km Ganador 1995: Àlex Crivillé - Repsol Honda Team                                             | FP3                                                              | Johann Zarco      | Ganador          | Joan Mir                     |                              |
| 13    | 6, 7 y 8 de noviembre     | Gran Premio de Europa Circuito Ricardo Tormo Longitud: 4,005 km Vueltas: 27 Distancia de carrera: 108,135 km Ganador 1995: Àlex Crivillé - Repsol Honda Team                                             | FP4                                                              | Miguel Oliveira   | 2.o puesto       | Álex Rins                    |                              |
| 13    | 6, 7 y 8 de noviembre     | Gran Premio de Europa Circuito Ricardo Tormo Longitud: 4,005 km Vueltas: 27 Distancia de carrera: 108,135 km Ganador 1995: Àlex Crivillé - Repsol Honda Team                                             | Q1                                                               | Miguel Oliveira   | 3.er puesto      | Pol Espargaró                |                              |
| 13    | 6, 7 y 8 de noviembre     | Gran Premio de Europa Circuito Ricardo Tormo Longitud: 4,005 km Vueltas: 27 Distancia de carrera: 108,135 km Ganador 1995: Àlex Crivillé - Repsol Honda Team                                             | Q1                                                               | Johann Zarco      | Vuelta rápida    | Brad Binder (1:31.884)       |                              |
| 13    | 6, 7 y 8 de noviembre     | Gran Premio de Europa Circuito Ricardo Tormo Longitud: 4,005 km Vueltas: 27 Distancia de carrera: 108,135 km Ganador 1995: Àlex Crivillé - Repsol Honda Team                                             | Resultados completos: Entrenamientos \| Clasificación            |                   |                  |                              |                              |
| 14    | 13, 14 y 15 de noviembre  | Gran Premio de la Comunidad Valenciana Circuito Ricardo Tormo Longitud: 4,005 km Vueltas: 27 Distancia de carrera: 108,135 km Ganador 2019: Marc Márquez - Repsol Honda Team                             | FP1                                                              | Takaaki Nakagami  | Pole Position    | Franco Morbidelli (1:30.191) |                              |
| 14    | 13, 14 y 15 de noviembre  | Gran Premio de la Comunidad Valenciana Circuito Ricardo Tormo Longitud: 4,005 km Vueltas: 27 Distancia de carrera: 108,135 km Ganador 2019: Marc Márquez - Repsol Honda Team                             | FP2                                                              | Jack Miller       | Warm Up          | Franco Morbidelli            |                              |
| 14    | 13, 14 y 15 de noviembre  | Gran Premio de la Comunidad Valenciana Circuito Ricardo Tormo Longitud: 4,005 km Vueltas: 27 Distancia de carrera: 108,135 km Ganador 2019: Marc Márquez - Repsol Honda Team                             | FP3                                                              | Franco Morbidelli | Ganador          | Franco Morbidelli            |                              |
| 14    | 13, 14 y 15 de noviembre  | Gran Premio de la Comunidad Valenciana Circuito Ricardo Tormo Longitud: 4,005 km Vueltas: 27 Distancia de carrera: 108,135 km Ganador 2019: Marc Márquez - Repsol Honda Team                             | FP4                                                              | Álex Rins         | 2.o puesto       | Jack Miller                  |                              |
| 14    | 13, 14 y 15 de noviembre  | Gran Premio de la Comunidad Valenciana Circuito Ricardo Tormo Longitud: 4,005 km Vueltas: 27 Distancia de carrera: 108,135 km Ganador 2019: Marc Márquez - Repsol Honda Team                             | Q1                                                               | Brad Binder       | 3.er puesto      | Pol Espargaró                |                              |
| 14    | 13, 14 y 15 de noviembre  | Gran Premio de la Comunidad Valenciana Circuito Ricardo Tormo Longitud: 4,005 km Vueltas: 27 Distancia de carrera: 108,135 km Ganador 2019: Marc Márquez - Repsol Honda Team                             | Q1                                                               | Fabio Quartararo  | Vuelta rápida    | Jack Miller (1:31.378)       |                              |
| 14    | 13, 14 y 15 de noviembre  | Gran Premio de la Comunidad Valenciana Circuito Ricardo Tormo Longitud: 4,005 km Vueltas: 27 Distancia de carrera: 108,135 km Ganador 2019: Marc Márquez - Repsol Honda Team                             | Resultados completos: Entrenamientos \| Clasificación \| Carrera |                   |                  |                              |                              |
| 15    | 20, 21 y 22 de noviembre  | Gran Premio de Portugal Autódromo Internacional do Algarve Longitud: 4,592 km Vueltas: 25 Distancia de carrera: 114,8 km Ganador 2012: Casey Stoner - Repsol Honda Team                                  |                                                                  | FP1               | Miguel Oliveira  | Pole Position                | Miguel Oliveira (1:38.892)   |
| 15    | 20, 21 y 22 de noviembre  | Gran Premio de Portugal Autódromo Internacional do Algarve Longitud: 4,592 km Vueltas: 25 Distancia de carrera: 114,8 km Ganador 2012: Casey Stoner - Repsol Honda Team                                  | FP2                                                              | Johann Zarco      | Warm Up          | Cal Crutchlow                |                              |
| 15    | 20, 21 y 22 de noviembre  | Gran Premio de Portugal Autódromo Internacional do Algarve Longitud: 4,592 km Vueltas: 25 Distancia de carrera: 114,8 km Ganador 2012: Casey Stoner - Repsol Honda Team                                  | FP3                                                              | Jack Miller       | Ganador          | Miguel Oliveira              |                              |
| 15    | 20, 21 y 22 de noviembre  | Gran Premio de Portugal Autódromo Internacional do Algarve Longitud: 4,592 km Vueltas: 25 Distancia de carrera: 114,8 km Ganador 2012: Casey Stoner - Repsol Honda Team                                  | FP4                                                              | Pol Espargaró     | 2.o puesto       | Jack Miller                  |                              |
| 15    | 20, 21 y 22 de noviembre  | Gran Premio de Portugal Autódromo Internacional do Algarve Longitud: 4,592 km Vueltas: 25 Distancia de carrera: 114,8 km Ganador 2012: Casey Stoner - Repsol Honda Team                                  | Q1                                                               | Cal Crutchlow     | 3.er puesto      | Franco Morbidelli            |                              |
| 15    | 20, 21 y 22 de noviembre  | Gran Premio de Portugal Autódromo Internacional do Algarve Longitud: 4,592 km Vueltas: 25 Distancia de carrera: 114,8 km Ganador 2012: Casey Stoner - Repsol Honda Team                                  | Q1                                                               | Franco Morbidelli | Vuelta rápida    | Miguel Oliveira (1:39.855)   |                              |
| 15    | 20, 21 y 22 de noviembre  | Gran Premio de Portugal Autódromo Internacional do Algarve Longitud: 4,592 km Vueltas: 25 Distancia de carrera: 114,8 km Ganador 2012: Casey Stoner - Repsol Honda Team                                  | Resultados completos: Entrenamientos \| Clasificación \| Carrera |                   |                  |                              |                              |

## Clasificaciones

### Sistema de puntuación
Los puntos se reparten entre los quince primeros clasificados en acabar la carrera. 
Sistema de puntuación de 1993 hasta 2022:
| Posición | 1.º | 2.º | 3.º | 4.º | 5.º | 6.º | 7.º | 8.º | 9.º | 10.º | 11.º | 12.º | 13.º | 14.º | 15.º |
| Puntos   | 25  | 20  | 16  | 13  | 11  | 10  | 9   | 8   | 7   | 6    | 5    | 4    | 3    | 2    | 1    |

### Campeonato de Pilotos
| 1       | 36  | Joan Mir          | Suzuki  | C   | Ret | 5   | Ret | 2   | 4   | 3   | 2   | 2   | 11  | 3   | 3   | 1   | 7   | Ret | 171  |
| 2       | 21  | Franco Morbidelli | Yamaha  | C   | 5   | Ret | 2   | DNS | 15  | 1   | 9   | 4   | Ret | 6   | 1   | 11  | 1   | 3   | 158  |
| 3       | 42  | Álex Rins         | Suzuki  | C   | WD  | 10  | 4   | Ret | 6   | 5   | 12  | 3   | NC  | 1   | 2   | 2   | 4   | 15  | 139  |
| 4       | 04  | Andrea Dovizioso  | Ducati  | C   | 3   | 6   | 11  | 1   | 5   | 7   | 8   | Ret | 4   | 7   | 13  | 8   | 8   | 6   | 135  |
| 5       | 44  | Pol Espargaró     | KTM     | C   | 6   | 7   | Ret | Ret | 3   | 10  | 3   | Ret | 3   | 12  | 4   | 3   | 3   | 4   | 135  |
| 6       | 12  | Maverick Viñales  | Yamaha  | C   | 2   | 2   | 14  | 10  | DNS | 6   | 1   | 9   | 10  | 4   | 7   | 13  | 10  | 11  | 132  |
| 7       | 43  | Jack Miller       | Ducati  | C   | 4   | Ret | 9   | 3   | 2   | 8   | Ret | 5   | Ret | 9   | Ret | 6   | 2   | 2   | 132  |
| 8       | 20  | Fabio Quartararo  | Yamaha  | C   | 1   | 1   | 7   | 8   | 13  | Ret | 4   | 1   | 9   | 18  | 8   | 14  | Ret | 14  | 127  |
| 9       | 88  | Miguel Oliveira   | KTM     | C   | 8   | Ret | 6   | Ret | 1   | 11  | 5   | Ret | 6   | 16  | 6   | 5   | 6   | 1   | 125  |
| 10      | 30  | Takaaki Nakagami  | Honda   | C   | 10  | 4   | 8   | 6   | 7   | 9   | 6   | 7   | 7   | 5   | Ret | 4   | Ret | 5   | 116  |
| 11      | 33  | Brad Binder       | KTM     | C   | 13  | Ret | 1   | 4   | 8   | 12  | Ret | 11  | 12  | 11  | Ret | 7   | 5   | Ret | 87   |
| 12      | 9   | Danilo Petrucci   | Ducati  | C   | 9   | Ret | 12  | 7   | 11  | 16  | 10  | 8   | 1   | 15  | 10  | 10  | 15  | 16  | 78   |
| 13      | 5   | Johann Zarco      | Ducati  | C   | 11  | 9   | 3   | DNS | 14  | 15  | 11  | Ret | 5   | 10  | 5   | 9   | Ret | 10  | 77   |
| 14      | 73  | Álex Márquez      | Honda   | C   | 12  | 8   | 15  | 14  | 16  | 17  | 7   | 13  | 2   | 2   | Ret | Ret | 16  | 9   | 74   |
| 15      | 46  | Valentino Rossi   | Yamaha  | C   | Ret | 3   | 5   | 5   | 9   | 4   | Ret | Ret | Ret | INJ | INJ | Ret | 12  | 12  | 66   |
| 16      | 63  | Francesco Bagnaia | Ducati  | C   | 7   | Ret | WD  | INJ | INJ | 2   | Ret | 6   | 13  | Ret | Ret | Ret | 11  | Ret | 47   |
| 17      | 41  | Aleix Espargaró   | Aprilia | C   | Ret | Ret | 10  | 11  | 12  | 13  | Ret | 12  | 14  | 13  | Ret | Ret | 9   | 8   | 42   |
| 18      | 35  | Cal Crutchlow     | Honda   | C   | DNS | 13  | 13  | 15  | 17  | WD  | INJ | 10  | Ret | 8   | 11  | Ret | 13  | 13  | 32   |
| 19      | 6   | Stefan Bradl      | Honda   |     |     |     | 18  | 17  | 18  | 18  | WD  | 17  | 8   | 17  | 12  | 12  | 14  | 7   | 27   |
| 20      | 27  | Iker Lecuona      | KTM     | C   | Ret | Ret | Ret | 9   | 10  | 14  | Ret | 14  | 15  | 14  | 9   | INJ | DNP | INJ | 27   |
| 21      | 38  | Bradley Smith     | Aprilia |     | 15  | 12  | 17  | 13  | 19  | 19  | 13  | 16  | Ret | 19  | 15  |     |     |     | 12   |
| 22      | 53  | Tito Rabat        | Ducati  | C   | 14  | 11  | 16  | 16  | 21  | Ret | Ret | 15  | Ret | 20  | 14  | Ret | 17  | 18  | 10   |
| 23      | 51  | Michele Pirro     | Ducati  |     |     |     |     | 12  | 20  |     |     |     |     |     |     |     |     |     | 4    |
| 24      | 82  | Mika Kallio       | KTM     |     |     |     |     |     |     |     |     |     |     |     |     |     |     | 17  | 0    |
| 25      | 32  | Lorenzo Savadori  | Aprilia |     |     |     |     |     |     |     |     |     |     |     |     | Ret | 18  | Ret | 0    |
| NC      | 93  | Marc Márquez      | Honda   | C   | Ret | WD  | INJ | INJ | INJ | INJ | INJ | INJ | INJ | INJ | INJ | INJ | INJ | INJ | 0    |
| NC      | 29  | Andrea Iannone    | Aprilia | EX  | EX  | EX  | EX  | EX  | EX  | EX  | EX  | EX  | EX  | EX  | EX  | EX  | EX  | EX  | 0    |
| Pos.    | N.º | Piloto            | Cat.    | QAT | ESP | AND | CZE | AUT | EST | SMR | ERO | CAT | FRA | ARA | TER | EUR | VAL | POR | Pts. |
| Fuente: |     |                   |         |     |     |     |     |     |     |     |     |     |     |     |     |     |     |     |      |

| Color     | Resultado                                                               |
| --------- | ----------------------------------------------------------------------- |
| Oro       | Ganador                                                                 |
| Plata     | 2.ª plaza                                                               |
| Bronce    | 3.ª plaza                                                               |
| Verde     | Finalizó en los puntos                                                  |
| Azul      | Finalizó sin puntos                                                     |
| Azul      | NC - No clasificado                                                     |
| Violeta   | Ret - No terminó (Carrera)                                              |
| Rojo      | DNQ - No se clasificó                                                   |
| Negro     | DSQ - Descalificado                                                     |
| Blanco    | DNS - No empezó (carrera)                                               |
| Blanco    | WD - Retirado (fin de semana)                                           |
| Blanco    | C - Carrera cancelada                                                   |
| Sin color | DNP - Inscrito pero no participó                                        |
| Sin color | INJ - Lesionado                                                         |
| Sin color | EX - Excluido                                                           |
| Estado    | Resultado                                                               |
| Negrita   | Pole position                                                           |
| Cursiva   | Vuelta rápida                                                           |
| †         | Abandona, pero clasifica al completar el porcentaje requerido para ello |

### Campeonato de Pilotos Independientes
| 1       | 21  | Franco Morbidelli | Yamaha  | C   | 5   | Ret | 2   | DNS | 15  | 1   | 9   | 4   | Ret | 6   | 1   | 11  | 1   | 3   | 158   |
| 2       | 43  | Jack Miller       | Ducati  | C   | 4   | Ret | 9   | 3   | 2   | 8   | Ret | 5   | Ret | 9   | Ret | 6   | 2   | 2   | 132   |
| 3       | 20  | Fabio Quartararo  | Yamaha  | C   | 1   | 1   | 7   | 8   | 13  | Ret | 4   | 1   | 9   | 18  | 8   | 14  | Ret | 14  | 127   |
| 4       | 88  | Miguel Oliveira   | KTM     | C   | 8   | Ret | 6   | Ret | 1   | 11  | 5   | Ret | 6   | 16  | 6   | 5   | 6   | 1   | 125   |
| 5       | 30  | Takaaki Nakagami  | Honda   | C   | 10  | 4   | 8   | 6   | 7   | 9   | 6   | 7   | 7   | 5   | Ret | 4   | Ret | 5   | 115   |
| 6       | 5   | Johann Zarco      | Ducati  | C   | 11  | 9   | 3   | DNS | 14  | 15  | 11  | Ret | 5   | 10  | 5   | 9   | Ret | 10  | 77    |
| 7       | 63  | Francesco Bagnaia | Ducati  | C   | 7   | Ret | WD  | INJ | INJ | 2   | Ret | 6   | 13  | Ret | Ret | Ret | 11  | Ret | 47    |
| 8       | 41  | Aleix Espargaró   | Aprilia | C   | Ret | Ret | 10  | 11  | 12  | 13  | Ret | 12  | 14  | 13  | Ret | Ret | 9   | 8   | 42    |
| 9       | 35  | Cal Crutchlow     | Honda   | C   | DNS | 13  | 13  | 15  | 17  | WD  | INJ | 10  | Ret | 8   | 11  | Ret | 13  | 13  | 32    |
| 10      | 27  | Iker Lecuona      | KTM     | C   | Ret | Ret | Ret | 9   | 10  | 14  | Ret | 14  | 15  | 14  | 9   | INJ | DNP | INJ | 27    |
| 11      | 38  | Bradley Smith     | Aprilia |     | 15  | 12  | 17  | 13  | 19  | 19  | 13  | 16  | Ret | 19  | 15  |     |     |     | 11    |
| 12      | 53  | Tito Rabat        | Ducati  | C   | 14  | 11  | 16  | 16  | 21  | Ret | Ret | 15  | Ret | 20  | 14  | Ret | 17  | 18  | 10    |
| 13      | 51  | Michele Pirro     | Ducati  |     |     |     |     | 12  | 20  |     |     |     |     |     |     |     |     |     | 4     |
| 14      | 82  | Mika Kallio       | KTM     |     |     |     |     |     |     |     |     |     |     |     |     |     |     | 17  | 0     |
| 15      | 32  | Lorenzo Savadori  | Aprilia |     |     |     |     |     |     |     |     |     |     |     |     | Ret | 18  | Ret | 0     |
| NC      | 29  | Andrea Iannone    | Aprilia | EX  | EX  | EX  | EX  | EX  | EX  | EX  | EX  | EX  | EX  | EX  | EX  | EX  | EX  | EX  | 0     |
| Pos.    | N.° | Piloto            | Moto    | QAT | ESP | AND | CZE | AUT | EST | SMR | ERO | CAT | FRA | ARA | TER | EUR | VAL | POR | Ptos. |
| Fuente: |     |                   |         |     |     |     |     |     |     |     |     |     |     |     |     |     |     |     |       |

### Campeonato de Novatos
| 1       | 33  | Brad Binder  | KTM   | C   | 13  | Ret | 1   | 4   | 8   | 12  | Ret | 11  | 12  | 11  | Ret | 7   | 5   | Ret | 87    |
| 2       | 73  | Álex Márquez | Honda | C   | 12  | 8   | 15  | 14  | 16  | 17  | 7   | 13  | 2   | 2   | Ret | Ret | 16  | 9   | 74    |
| 3       | 27  | Iker Lecuona | KTM   | C   | Ret | Ret | Ret | 9   | 10  | 14  | Ret | 14  | 15  | 14  | 9   | INJ | DNP | INJ | 27    |
| Pos.    | N.º | Piloto       | Moto  | QAT | ESP | AND | CZE | AUT | EST | SMR | ERO | CAT | FRA | ARA | TER | EUR | VAL | POR | Ptos. |
| Fuente: |     |              |       |     |     |     |     |     |     |     |     |     |     |     |     |     |     |     |       |

### BMW M Award
| 1       | 20  | Fabio Quartararo  | Yamaha  | C   | 1   | 1   | 2   | 3   | 10  | 3   | 3   | 2   | 1   | 1   | 6   | 11  | 11  | 5   | 225   |
| 2       | 12  | Maverick Viñales  | Yamaha  | C   | 2   | 2   | 5   | 1   | 6   | 1   | 1   | 5   | 5   | 2   | 4   | 14  | 6   | 7   | 212   |
| 3       | 21  | Franco Morbidelli | Yamaha  | C   | 10  | 6   | 3   | 7   | 11  | 2   | 8   | 1   | 11  | 4   | 2   | 9   | 1   | 2   | 189   |
| 4       | 43  | Jack Miller       | Ducati  | C   | 5   | 7   | 14  | 2   | 5   | 5   | 2   | 4   | 2   | 5   | 14  | 7   | 2   | 3   | 175   |
| 5       | 44  | Pol Espargaró     | KTM     | C   | 7   | 12  | 6   | 5   | 1   | 11  | 4   | 7   | 8   | 12  | 9   | 1   | 5   | 8   | 149   |
| 6       | 30  | Takaaki Nakagami  | Honda   | C   | 15  | 8   | 17  | 10  | 2   | 14  | 12  | 11  | 13  | 7   | 1   | 3   | 3   | 10  | 121   |
| 7       | 5   | Johann Zarco      | Ducati  | C   | 19  | 15  | 1   | 9   | 3   | 10  | 14  | 6   | 9   | 16  | 5   | 4   | 4   | 6   | 121   |
| 8       | 42  | Álex Rins         | Suzuki  | C   | 9   | 19  | 11  | 8   | 7   | 7   | 18  | 13  | 16  | 10  | 3   | 2   | 14  | 9   | 92    |
| 9       | 36  | Joan Mir          | Suzuki  | C   | 12  | 10  | 9   | 6   | 4   | 8   | 11  | 8   | 14  | 6   | 12  | 5   | 12  | 18  | 92    |
| 10      | 88  | Miguel Oliveira   | KTM     | C   | 17  | 5   | 13  | 11  | 8   | 12  | 15  | 12  | 12  | 18  | 8   | 8   | 10  | 1   | 87    |
| 11      | 35  | Cal Crutchlow     | Honda   | C   | 6   | 13  | 12  | 15  | 17  | WD  | INJ | 16  | 4   | 3   | 7   | 15  | 13  | 4   | 73    |
| 12      | 46  | Valentino Rossi   | Yamaha  | C   | 11  | 4   | 10  | 12  | 15  | 4   | 7   | 3   | 10  | INJ | INJ | 17  | 16  | 16  | 73    |
| 13      | 63  | Francesco Bagnaia | Ducati  | C   | 4   | 3   | WD  | INJ | INJ | 6   | 5   | 14  | 7   | 17  | 17  | 16  | 8   | 14  | 71    |
| 14      | 04  | Andrea Dovizioso  | Ducati  | C   | 8   | 14  | 18  | 4   | 9   | 9   | 10  | 17  | 6   | 13  | 16  | 12  | 17  | 11  | 65    |
| 15      | 9   | Danilo Petrucci   | Ducati  | C   | 14  | 11  | 8   | 13  | 12  | 15  | 9   | 9   | 3   | 8   | 18  | 18  | 15  | 17  | 62    |
| 16      | 33  | Brad Binder       | KTM     | C   | 13  | 9   | 7   | 17  | 14  | 16  | 6   | 10  | 17  | 14  | 15  | 10  | 9   | 12  | 57    |
| 17      | 41  | Aleix Espargaró   | Aprilia | C   | 16  | 16  | 4   | 14  | 18  | 13  | 16  | 15  | 15  | 9   | 13  | 6   | 7   | 13  | 52    |
| 18      | 93  | Marc Márquez      | Honda   | C   | 3   | NC  | INJ | INJ | INJ | INJ | INJ | INJ | INJ | INJ | INJ | INJ | INJ | INJ | 16    |
| 19      | 73  | Álex Márquez      | Honda   | C   | 20  | 20  | 19  | 18  | 16  | 19  | 17  | 18  | 18  | 11  | 10  | 13  | 19  | 15  | 15    |
| 20      | 27  | Iker Lecuona      | KTM     | C   | 21  | 17  | 16  | 16  | 13  | 18  | 13  | 19  | 19  | 15  | 11  | INJ | DNP | INJ | 12    |
| 21      | 53  | Tito Rabat        | Ducati  | C   | 18  | 18  | 15  | 19  | 19  | 17  | 19  | 20  | 20  | 19  | 19  | 19  | 18  | 19  | 1     |
| NC      | 29  | Andrea Iannone    | Aprilia | EX  | EX  | EX  | EX  | EX  | EX  | EX  | EX  | EX  | EX  | EX  | EX  | EX  | EX  | EX  | 0     |
| Pos.    | N.º | Piloto            | Moto    | QAT | ESP | AND | CZE | AUT | EST | SMR | ERO | CAT | FRA | ARA | TER | EUR | VAL | POR | Ptos. |
| Fuente: |     |                   |         |     |     |     |     |     |     |     |     |     |     |     |     |     |     |     |       |

### Campeonato de Constructores
| Pos. | Consntructor | QAT | ESP | AND | CZE | AUT | EST | SMR | ERO | CAT | FRA | ARA | TER | EUR | VAL | POR | Ptos. |
| ---- | ------------ | --- | --- | --- | --- | --- | --- | --- | --- | --- | --- | --- | --- | --- | --- | --- | ----- |
| 1    | Ducati       | C   | 3   | 6   | 3   | 1   | 2   | 2   | 8   | 5   | 1   | 7   | 5   | 6   | 2   | 2   | 221   |
| 2    | Yamaha       | C   | 1   | 1   | 2   | 5   | 9   | 1   | 1   | 1   | 9   | 4   | 1   | 11  | 1   | 3   | 204   |
| 3    | Suzuki       | C   | Ret | 5   | 4   | 2   | 4   | 3   | 2   | 2   | 11  | 1   | 2   | 1   | 4   | 15  | 202   |
| 4    | KTM          | C   | 6   | 7   | 1   | 4   | 1   | 10  | 3   | 11  | 3   | 11  | 4   | 3   | 3   | 1   | 200   |
| 5    | Honda        | C   | 10  | 4   | 8   | 6   | 7   | 9   | 6   | 7   | 2   | 2   | 11  | 4   | 13  | 5   | 144   |
| 6    | Aprilia      | C   | 15  | 12  | 10  | 11  | 12  | 13  | 13  | 12  | 14  | 13  | 15  | Ret | 9   | 8   | 51    |
| Pos. | Constructor  | QAT | ESP | AND | CZE | AUT | EST | SMR | ERO | CAT | FRA | ARA | TER | EUR | VAL | POR | Ptos. |

### Campeonato de Equipos
| Pos. | Equipo                       | N.º | QAT | ESP | AND | CZE | AUT | EST | SMR | ERO | CAT | FRA | ARA | TER | EUR | VAL | POR | Ptos. |
| ---- | ---------------------------- | --- | --- | --- | --- | --- | --- | --- | --- | --- | --- | --- | --- | --- | --- | --- | --- | ----- |
| 1    | Team SUZUKI ECSTAR           | 36  | C   | Ret | 5   | Ret | 2   | 4   | 3   | 2   | 2   | 11  | 3   | 3   | 1   | 7   | Ret | 310   |
| 1    | Team SUZUKI ECSTAR           | 42  | C   | WD  | 10  | 4   | Ret | 6   | 5   | 12  | 3   | NC  | 1   | 2   | 2   | 4   | 15  | 310   |
| 2    | Petronas Yamaha STR          | 20  | C   | 1   | 1   | 7   | 8   | 13  | Ret | 4   | 1   | 9   | 18  | 8   | 14  | Ret | 14  | 248   |
| 2    | Petronas Yamaha STR          | 21  | C   | 5   | Ret | 2   | DNS | 15  | 1   | 9   | 4   | Ret | 6   | 1   | 11  | 1   | 3   | 248   |
| 3    | Red Bull KTM Factory Racing  | 33  | C   | 13  | Ret | 1   | 4   | 8   | 12  | Ret | 11  | 12  | 11  | Ret | 7   | 5   | Ret | 222   |
| 3    | Red Bull KTM Factory Racing  | 44  | C   | 6   | 7   | Ret | Ret | 3   | 10  | 3   | Ret | 3   | 12  | 4   | 3   | 3   | 4   | 222   |
| 4    | Ducati Team                  | 04  | C   | 3   | 6   | 11  | 1   | 5   | 7   | 8   | Ret | 4   | 7   | 13  | 8   | 8   | 6   | 213   |
| 4    | Ducati Team                  | 9   | C   | 9   | Ret | 12  | 7   | 11  | 16  | 10  | 8   | 1   | 15  | 10  | 10  | 15  | 16  | 213   |
| 5    | Pramac Racing                | 43  | C   | 4   | Ret | 9   | 3   | 2   | 8   | Ret | 5   | Ret | 9   | Ret | 6   | 2   | 2   | 183   |
| 5    | Pramac Racing                | 51  |     |     |     |     | 12  | 20  |     |     |     |     |     |     |     |     |     | 183   |
| 5    | Pramac Racing                | 63  | C   | 7   | Ret | WD  | INJ | INJ | 2   | Ret | 6   | 13  | Ret | Ret | Ret | 11  | Ret | 183   |
| 6    | Monster Energy Yamaha MotoGP | 12  | C   | 2   | 2   | 14  | 10  | DNS | 6   | 1   | 9   | 10  | 4   | 7   | 13  | 10  | 11  | 178   |
| 6    | Monster Energy Yamaha MotoGP | 46  | C   | Ret | 3   | 5   | 5   | 9   | 4   | Ret | Ret | Ret | INJ | INJ | Ret | 12  | 12  | 178   |
| 7    | Red Bull KTM Tech 3          | 27  | C   | Ret | Ret | Ret | 9   | 10  | 14  | Ret | 14  | 15  | 14  | 9   | INJ | DNP | INJ | 152   |
| 7    | Red Bull KTM Tech 3          | 82  |     |     |     |     |     |     |     |     |     |     |     |     |     |     | 17  | 152   |
| 7    | Red Bull KTM Tech 3          | 88  | C   | 8   | Ret | 6   | Ret | 1   | 11  | 5   | Ret | 6   | 16  | 6   | 5   | 6   | 1   | 152   |
| 8    | LCR Honda                    | 30  | C   | 10  | 4   | 8   | 6   | 7   | 9   | 6   | 7   | 7   | 5   | Ret | 4   | Ret | 5   | 148   |
| 8    | LCR Honda                    | 35  | C   | DNS | 13  | 13  | 15  | 17  | WD  | INJ | 10  | Ret | 8   | 11  | Ret | 13  | 13  | 148   |
| 9    | Repsol Honda Team            | 6   |     |     |     | 18  | 17  | 18  | 18  | WD  | 17  | 8   | 17  | 12  | 12  | 14  | 7   | 101   |
| 9    | Repsol Honda Team            | 73  | C   | 12  | 8   | 15  | 14  | 16  | 17  | 7   | 13  | 2   | 2   | Ret | Ret | 16  | 9   | 101   |
| 9    | Repsol Honda Team            | 93  | C   | Ret | WD  | INJ | INJ | INJ | INJ | INJ | INJ | INJ | INJ | INJ | INJ | INJ | INJ | 101   |
| 10   | Esponsorama Racing           | 5   | C   | 11  | 9   | 3   | DNS | 14  | 15  | 11  | Ret | 5   | 10  | 5   | 9   | Ret | 10  | 87    |
| 10   | Esponsorama Racing           | 53  | C   | 14  | 11  | 16  | 16  | 21  | Ret | Ret | 15  | Ret | 20  | 14  | Ret | 17  | 18  | 87    |
| 11   | Aprilia Racing Team Gresini  | 29  | EX  | EX  | EX  | EX  | EX  | EX  | EX  | EX  | EX  | EX  | EX  | EX  | EX  | EX  | EX  | 54    |
| 11   | Aprilia Racing Team Gresini  | 32  |     |     |     |     |     |     |     |     |     |     |     |     | Ret | 18  | Ret | 54    |
| 11   | Aprilia Racing Team Gresini  | 38  |     | 15  | 12  | 17  | 13  | 19  | 19  | 13  | 16  | Ret | 19  | 15  |     |     |     | 54    |
| 11   | Aprilia Racing Team Gresini  | 41  | C   | Ret | Ret | 10  | 11  | 12  | 13  | Ret | 12  | 14  | 13  | Ret | Ret | 9   | 8   | 54    |
| Pos. | Equipo                       | N.º | QAT | ESP | AND | CZE | AUT | EST | SMR | ERO | CAT | FRA | ARA | TER | EUR | VAL | POR | Ptos. |

### Campeonato de Equipos Independientes
| Pos. | Equipo                      | N.º | QAT | ESP | AND | CZE | AUT | EST | SMR | ERO | CAT | FRA | ARA | TER | EUR | VAL | POR | Ptos. |
| ---- | --------------------------- | --- | --- | --- | --- | --- | --- | --- | --- | --- | --- | --- | --- | --- | --- | --- | --- | ----- |
| 1    | Petronas Yamaha STR         | 20  | C   | 1   | 1   | 7   | 8   | 13  | Ret | 4   | 1   | 9   | 18  | 8   | 14  | Ret | 14  | 248   |
| 1    | Petronas Yamaha STR         | 21  | C   | 5   | Ret | 2   | DNS | 15  | 1   | 9   | 4   | Ret | 6   | 1   | 11  | 1   | 3   | 248   |
| 2    | Pramac Racing               | 43  | C   | 4   | Ret | 9   | 3   | 2   | 8   | Ret | 5   | Ret | 9   | Ret | 6   | 2   | 2   | 183   |
| 2    | Pramac Racing               | 51  |     |     |     |     | 12  | 20  |     |     |     |     |     |     |     |     |     | 183   |
| 2    | Pramac Racing               | 63  | C   | 7   | Ret | WD  | INJ | INJ | 2   | Ret | 6   | 13  | Ret | Ret | Ret | 11  | Ret | 183   |
| 3    | Red Bull KTM Tech 3         | 27  | C   | Ret | Ret | Ret | 9   | 10  | 14  | Ret | 14  | 15  | 14  | 9   | INJ | DNP | INJ | 152   |
| 3    | Red Bull KTM Tech 3         | 82  |     |     |     |     |     |     |     |     |     |     |     |     |     |     | 17  | 152   |
| 3    | Red Bull KTM Tech 3         | 88  | C   | 8   | Ret | 6   | Ret | 1   | 11  | 5   | Ret | 6   | 16  | 6   | 5   | 6   | 1   | 152   |
| 4    | LCR Honda                   | 30  | C   | 10  | 4   | 8   | 6   | 7   | 9   | 6   | 7   | 7   | 5   | Ret | 4   | Ret | 5   | 148   |
| 4    | LCR Honda                   | 35  | C   | DNS | 13  | 13  | 15  | 17  | WD  | INJ | 10  | Ret | 8   | 11  | Ret | 13  | 13  | 148   |
| 5    | Esponsorama Racing          | 5   | C   | 11  | 9   | 3   | DNS | 14  | 15  | 11  | Ret | 5   | 10  | 5   | 9   | Ret | 10  | 87    |
| 5    | Esponsorama Racing          | 53  | C   | 14  | 11  | 16  | 16  | 21  | Ret | Ret | 15  | Ret | 20  | 14  | Ret | 17  | 18  | 87    |
| 6    | Aprilia Racing Team Gresini | 29  | EX  | EX  | EX  | EX  | EX  | EX  | EX  | EX  | EX  | EX  | EX  | EX  | EX  | EX  | EX  | 54    |
| 6    | Aprilia Racing Team Gresini | 32  |     |     |     |     |     |     |     |     |     |     |     |     | Ret | 18  | Ret | 54    |
| 6    | Aprilia Racing Team Gresini | 38  |     | 15  | 12  | 17  | 13  | 19  | 19  | 13  | 16  | Ret | 19  | 15  |     |     |     | 54    |
| 6    | Aprilia Racing Team Gresini | 41  | C   | Ret | Ret | 10  | 11  | 12  | 13  | Ret | 12  | 14  | 13  | Ret | Ret | 9   | 8   | 54    |
| Pos. | Equipo                      | N.º | QAT | ESP | AND | CZE | AUT | EST | SMR | ERO | CAT | FRA | ARA | TER | EUR | VAL | POR | Ptos. |